# Slatina (Leposavić)
Pour les articles homonymes, voir Slatina.
Slatina en serbe latin et Sllatinë en albanais (en serbe cyrillique : Слатина) est une localité du Kosovo située dans la commune/municipalité de Leposavić/Leposaviq, district de Mitrovicë/Kosovska Mitrovica. Selon des estimations de 2009 comptabilisées pour le recensement kosovar de 2011, elle compte 412 habitants, dont une majorité de Serbes.

## Géographie
Slatina/Sllatinë est située sur les bords de l'Ibar.

## Démographie

### Évolution historique de la population dans la localité
| 1948 | 1953 | 1961 | 1971 | 1981 | 1991 | 2009 |
| ---- | ---- | ---- | ---- | ---- | ---- | ---- |
| 298  | 391  | 400  | 357  | 370  | 379  | 412  |

|  |